# Olm og bitter
Olm og bitter är det femte fullängdsalbumet av det norska black metal-bandet Tulus. Albumet utgavs 2012 av skivbolaget Tabu Recordings.

## Låtförteckning
1. "Fornemmelse" – 2:30
2. "Frossen skog" – 3:01
3. "Bitt" – 3:08
4. "Draugtatt" – 2:39
5. "Sorg" – 2:46
6. "Nidhevn" – 1:46
7. "Angst" – 3:04
8. "Tunge dråper fra et mørkt hjerte" – 3:19
9. "Villsti" – 3:44
10. "Labyrint" – 4:01

- Text: Hildr
- Musik: Tulus

## Medverkande
Musiker (Tulus-medlemmar)
- Blodstrup (Sverre Stokland aka "Gard") – sång, gitarr
- Sarke (Thomas Berglie) – trummor
- Crowbel (Stian M. Kråbøl) – basgitarr

Produktion
- Tulus  – producent
- Andy LaRocque – ljudtekniker, ljudmix, mastering
- Stefan Karlsson – ljudtekniker
- Hildr (Hilde Nymoen) – sångtexter
- Asgeir Mickelson – omslagsdesign, foto
- Egil Nyhus – omslagskonst